# Monastero di Santo Stefano (Jolfa)
Il monastero di Santo Stefano (in armeno: Սուրբ Ստեփանոս վանք), conosciuto in Armenia come Maghardavank, è un antico complesso della Chiesa armena in Iran, situato circa 15 km a nord-ovest della città di Jolfa, nella regione dell'Azarbaijan occidentale.  È stato inserito, nel luglio del 2008, nella lista del Patrimonio dell'umanità dell'UNESCO assieme al monastero di San Taddeo e alla cappella di Dzordzor.
Si trova in una gola sul versante iraniano del fiume Aras (vicino al villaggio abbandonato di Darashamb) che segna il confine con l'Azerbaigian. È stato eretto nel IX secolo e ricostruito durante l'epoca safavide dopo aver patito danneggiamenti in seguito a diversi terremoti.

## Storia
San Bartolomeo Apostolo fondò la chiesa intorno al 62 d.C., quando la regione faceva ancora parte dell'Impero partico. Il primo monastero fu costruito nel VII secolo e fu successivamente ampliato nel X secolo. Il monastero fu danneggiato durante le guerre tra i Selgiuchidi e l'Impero bizantino nei secoli XI e XII.

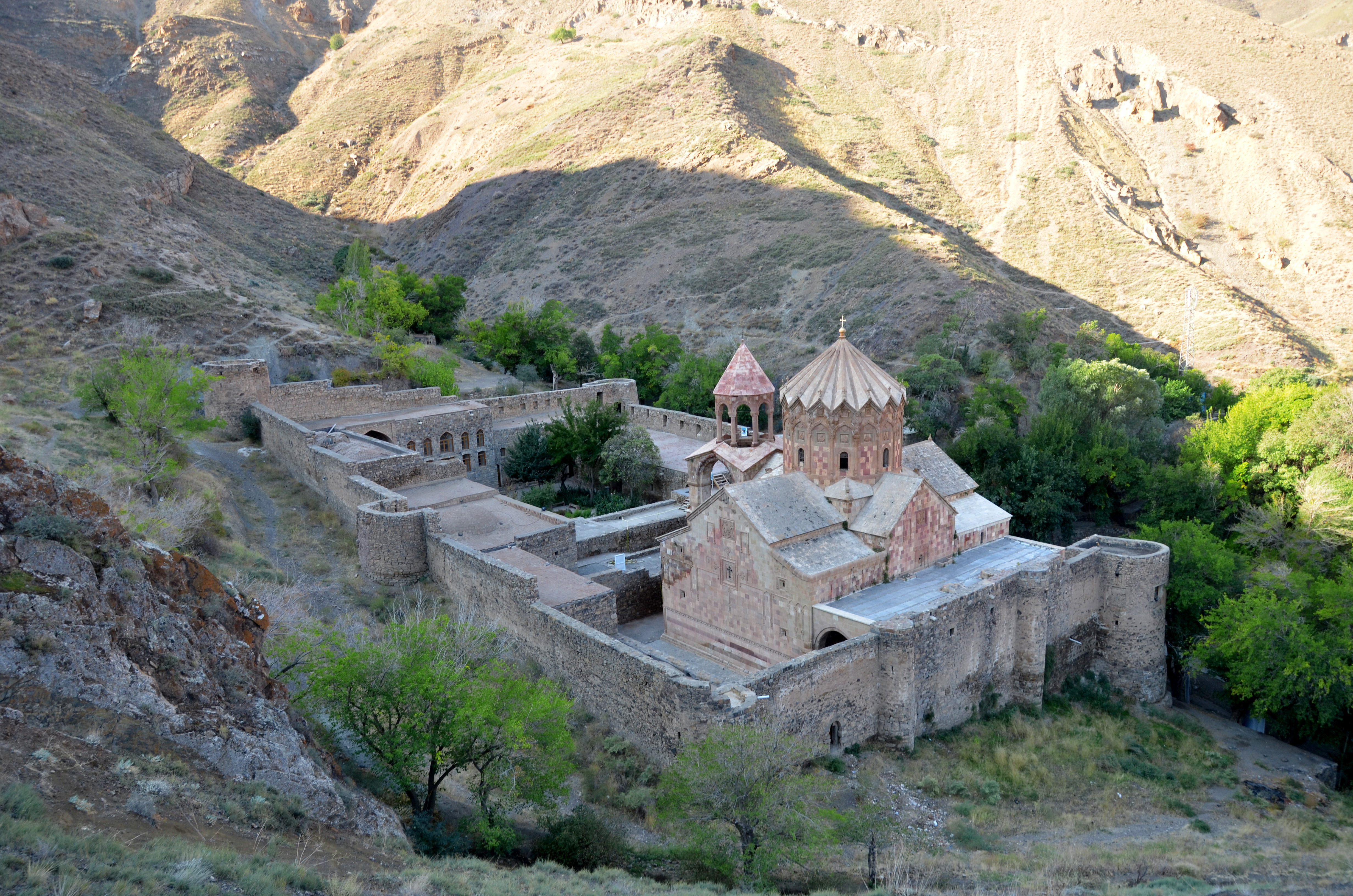
Il Monastero di Santo Stefano

In seguito alla conquista della regione da parte dei mongoli di Hulagu Khan, nipote di Gengis Khan, a metà del XIII secolo, fu firmato un accordo di pace tra la Chiesa armena e l'Ilkhanato, che garantiva ai Cristiani un trattamento equo. Il monastero fu restaurato nella seconda metà del XIII secolo e fu completamente ricostruito sotto la guida di Zaccaria nel 1330. Nel XIV e XV secolo, il monastero di Santo Stefano era all'apice della sua influenza culturale e intellettuale, producendo dipinti e manoscritti miniati di religione, storia e filosofia.

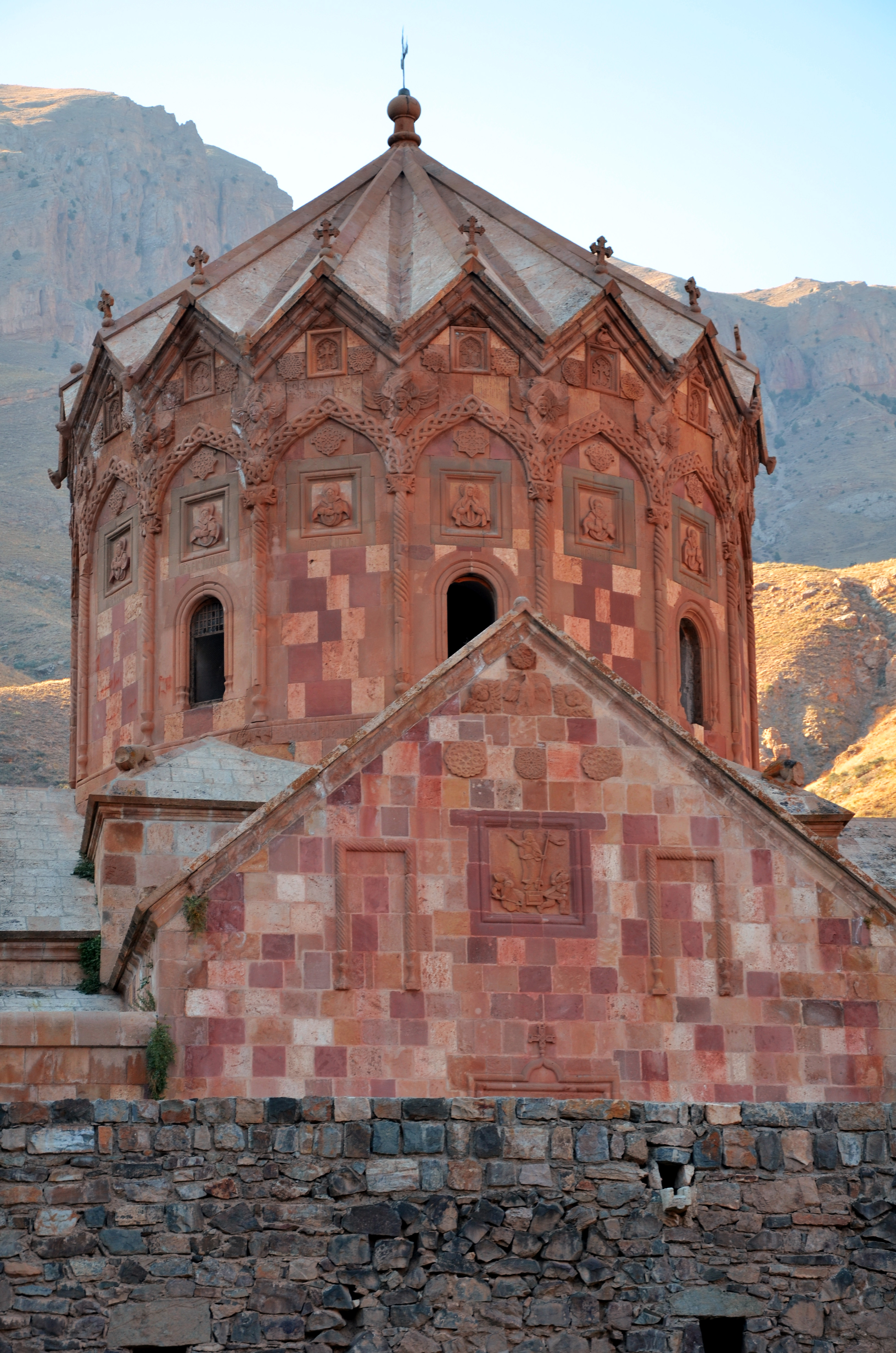
Panorama del Monastero di Santo Stefano

All'inizio del XV secolo, la nuova dinastia safavide protesse gli armeni, ma la regione fu al centro dei conflitti con gli ottomani, che invasero l'Armenia occidentale nel 1513. Il monastero declinò gradualmente nel XVI secolo. Abbas il Grande espulse gli abitanti della regione nel 1604 e il monastero fu abbandonato. Dopo il 1650, i Safavidi rioccuparono la regione e il monastero abbandonato fu restaurato nell'ultima parte del XVII secolo.

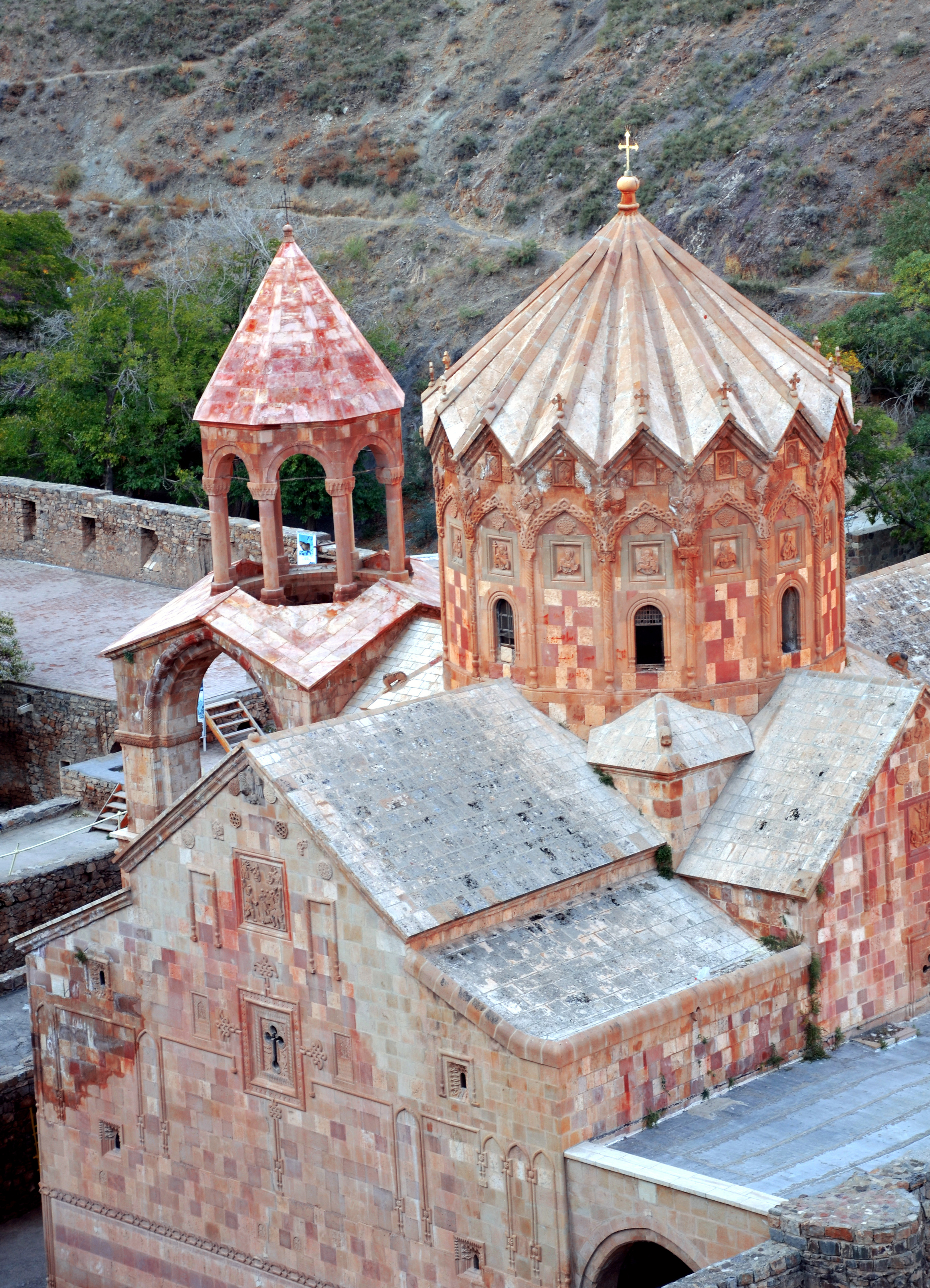
Aras - Jolfa - Monastero di St. Stefano

All'inizio del XVIII secolo, la regione passò sotto l'espansione dell'Impero russo. Yerevan fu conquistata dai russi nel 1827 e, in base al Trattato di Turkmenchay, il confine tra Iran e Russia fu successivamente stabilito sull'Araxes. Di conseguenza, parte della popolazione fu forzatamente sfollata nell'Armenia russa. I governanti Qajar continuarono a proteggere gli armeni e incoraggiarono la ricostruzione del monastero di Santo Stefano tra il 1819 e il 1825.
Il monastero fu ricostruito più volte e gli elementi attuali risalgono per lo più al XVII e XIX secolo. È stato un importante centro culturale per gli armeni e ha ospitato e ospitato figure religiose, calligrafi, pittori, scrittori, filosofi e storici. Un certo numero di manoscritti miniati prodotti o copiati nel monastero sono ora conservati presso il Matenadaran di Yerevan, o presso il Centro Culturale Mechitarista di Venezia.
Il monastero ha subito diversi restauri anche nel XX secolo.

## Galleria d'immagini

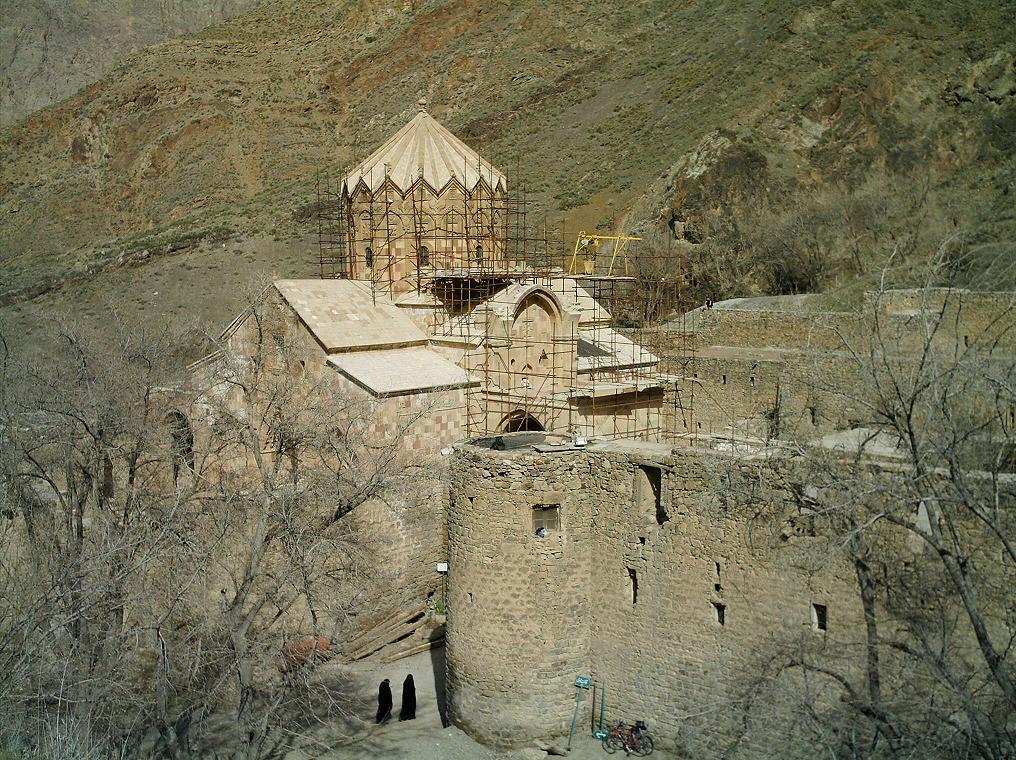
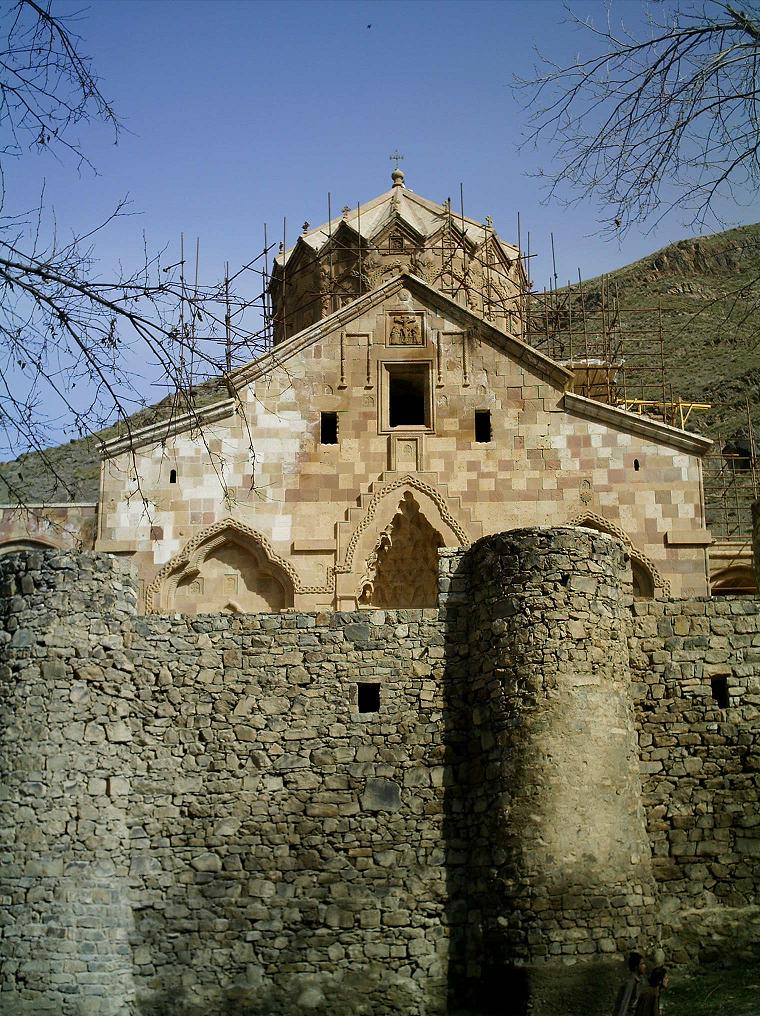
Visione frontale.
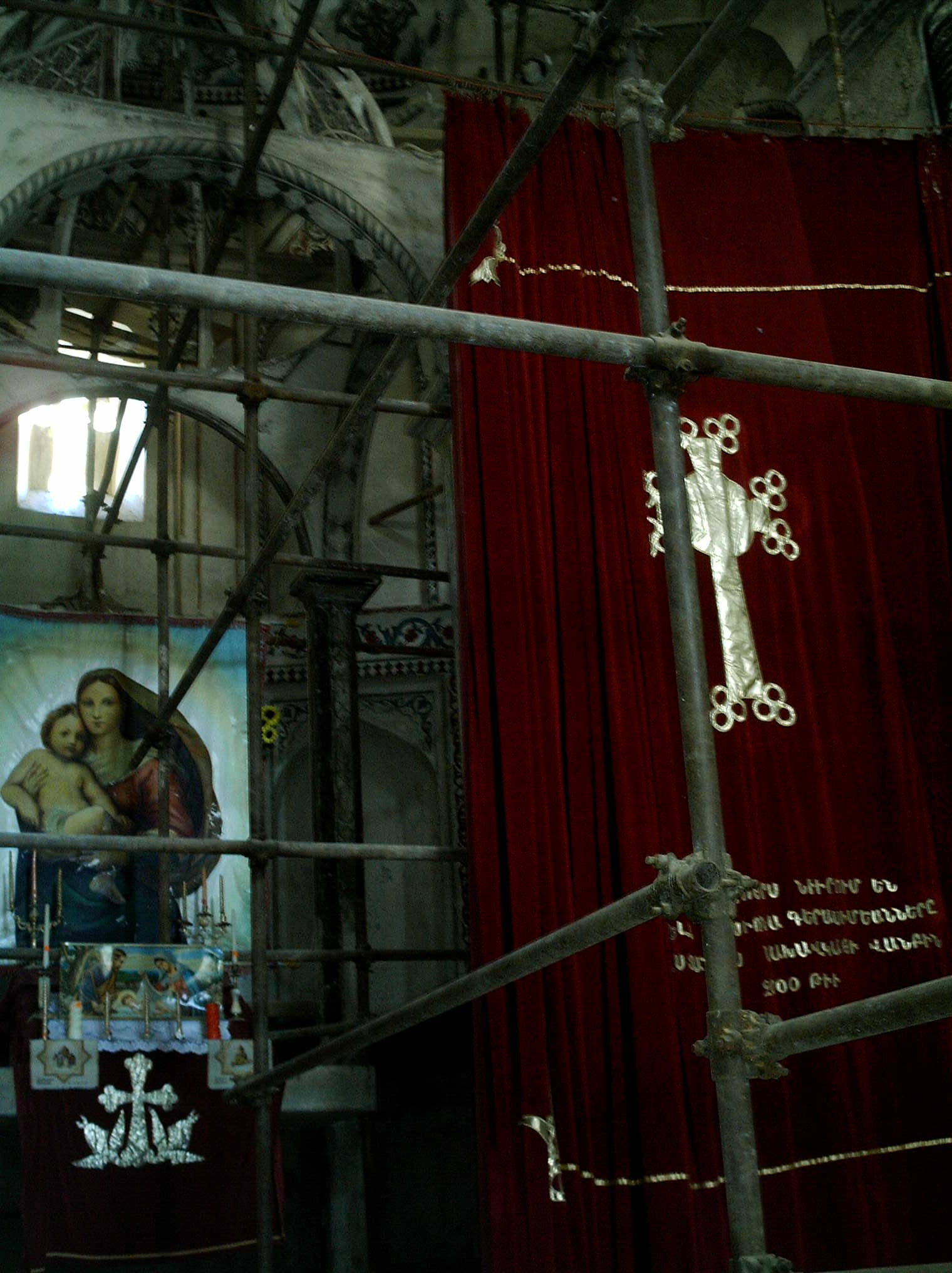
Interno.
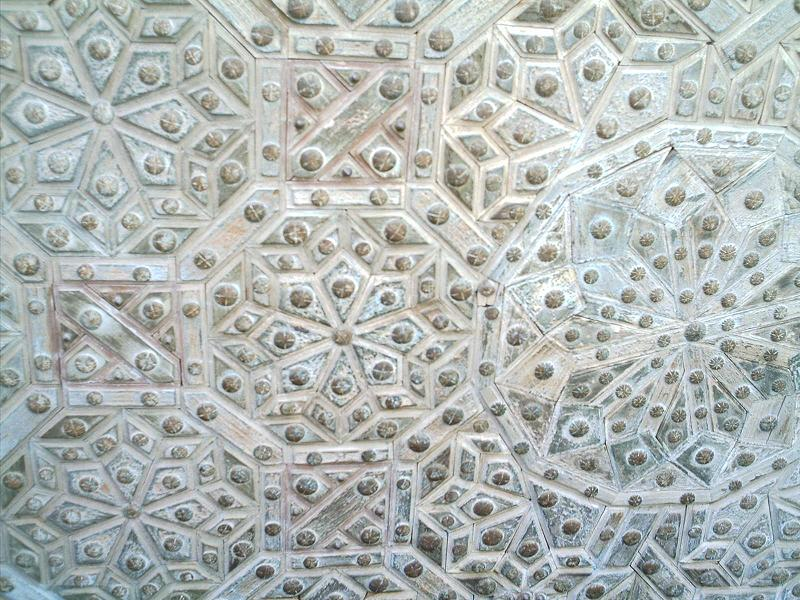
Portone d'ingresso.
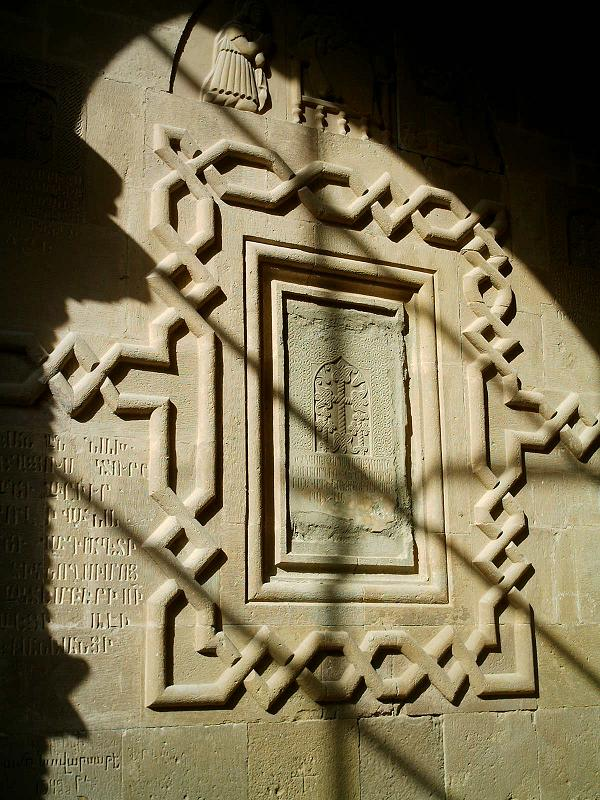
Muro laterale.
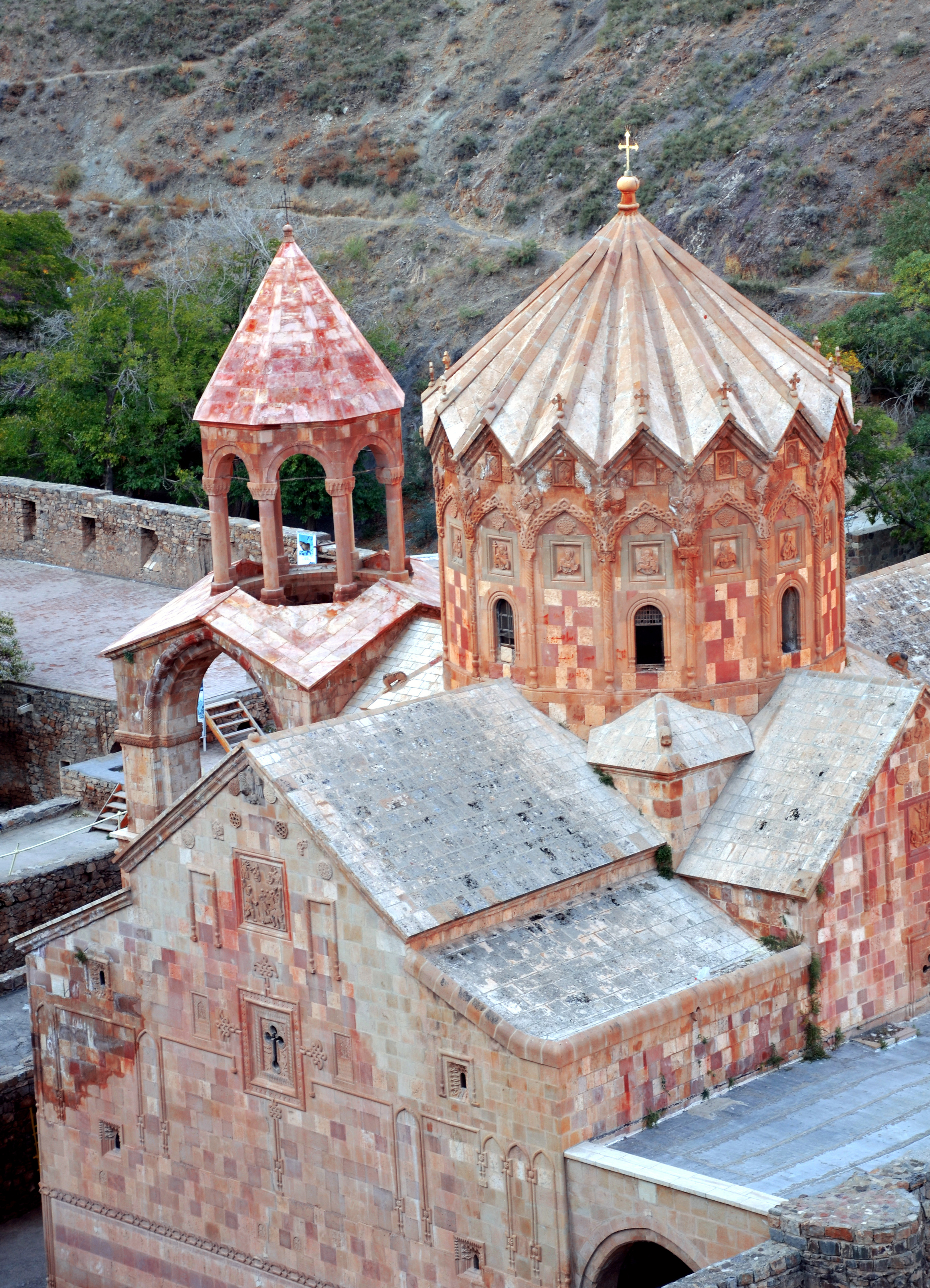
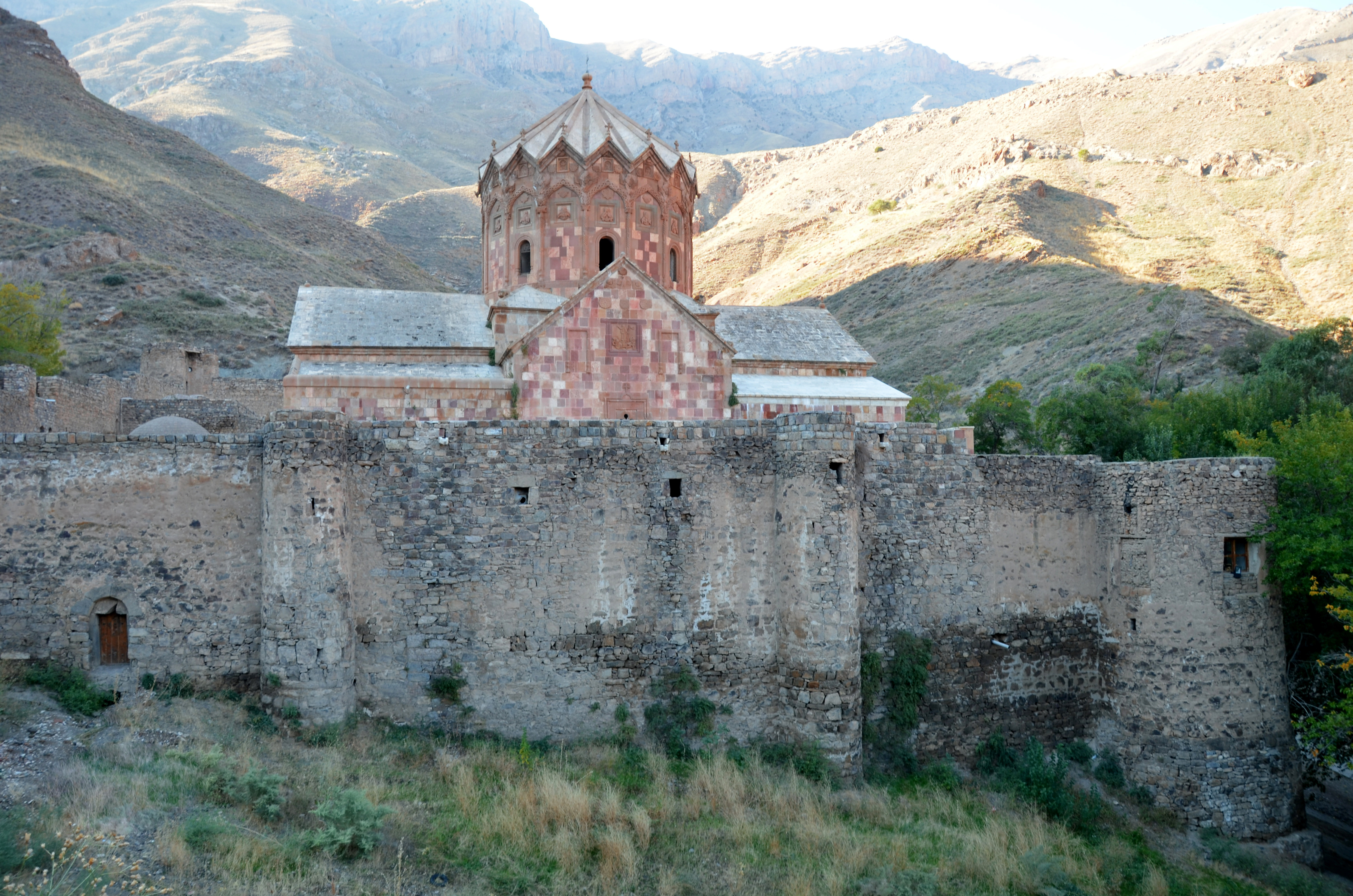
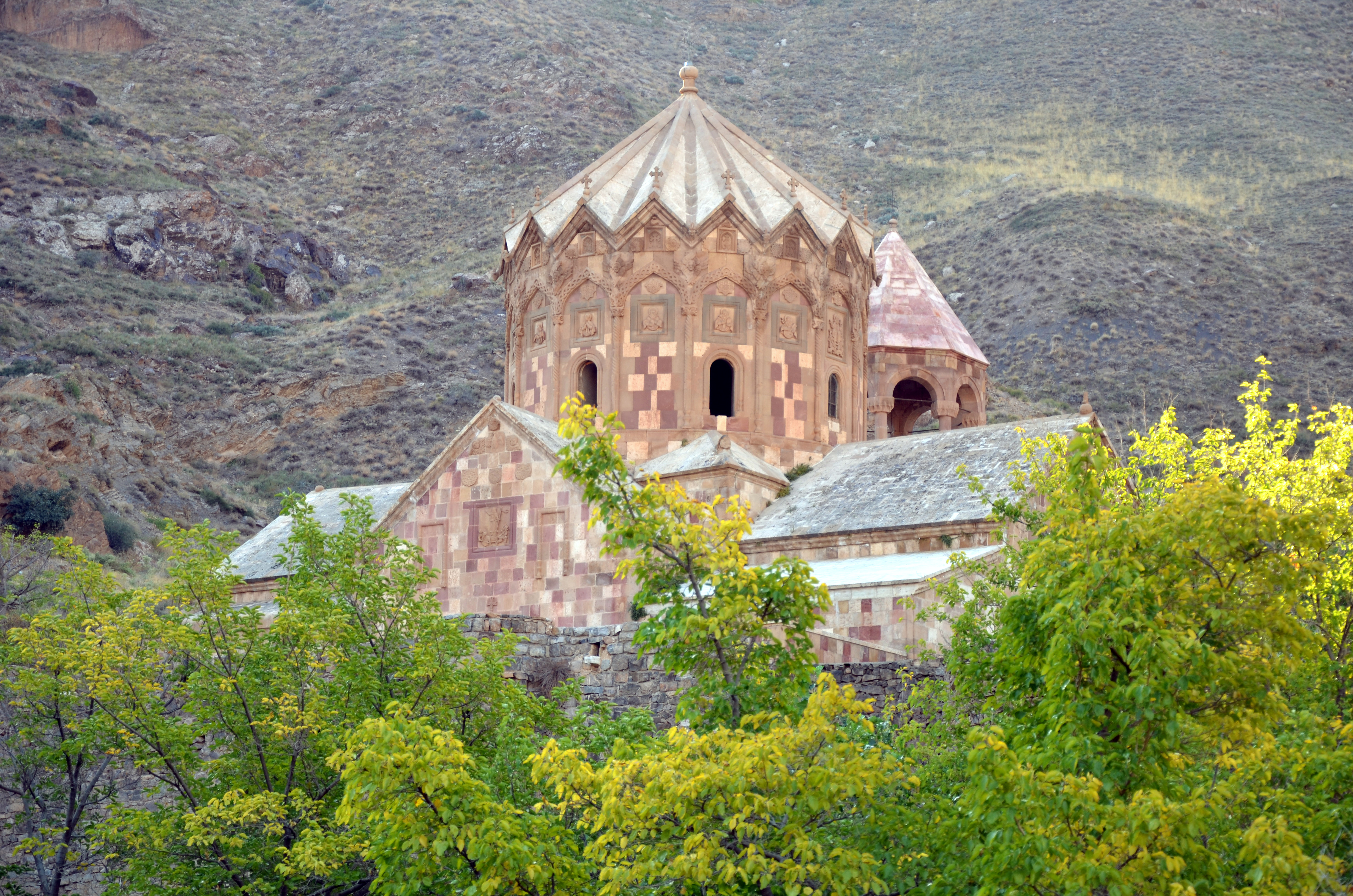
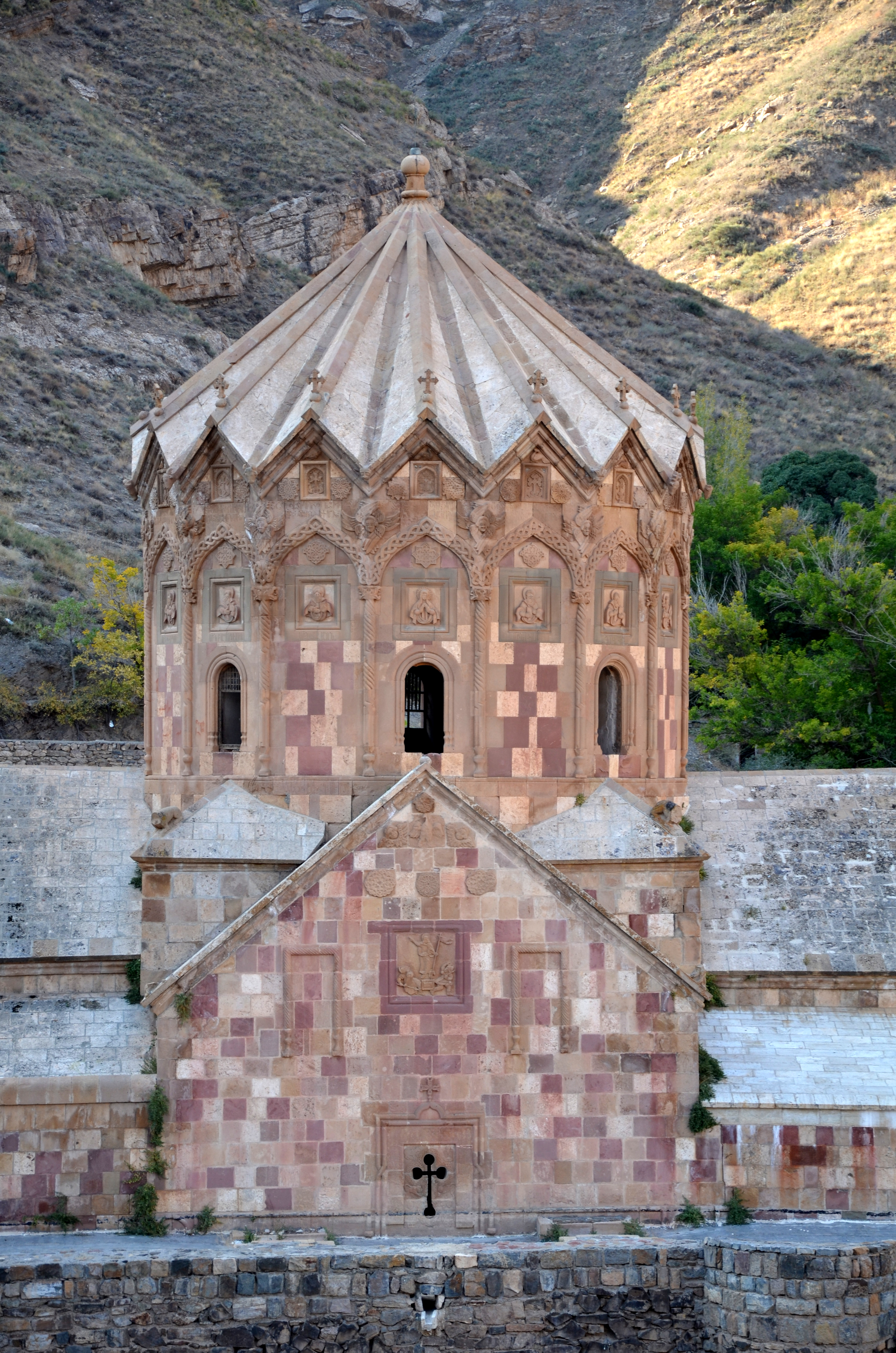
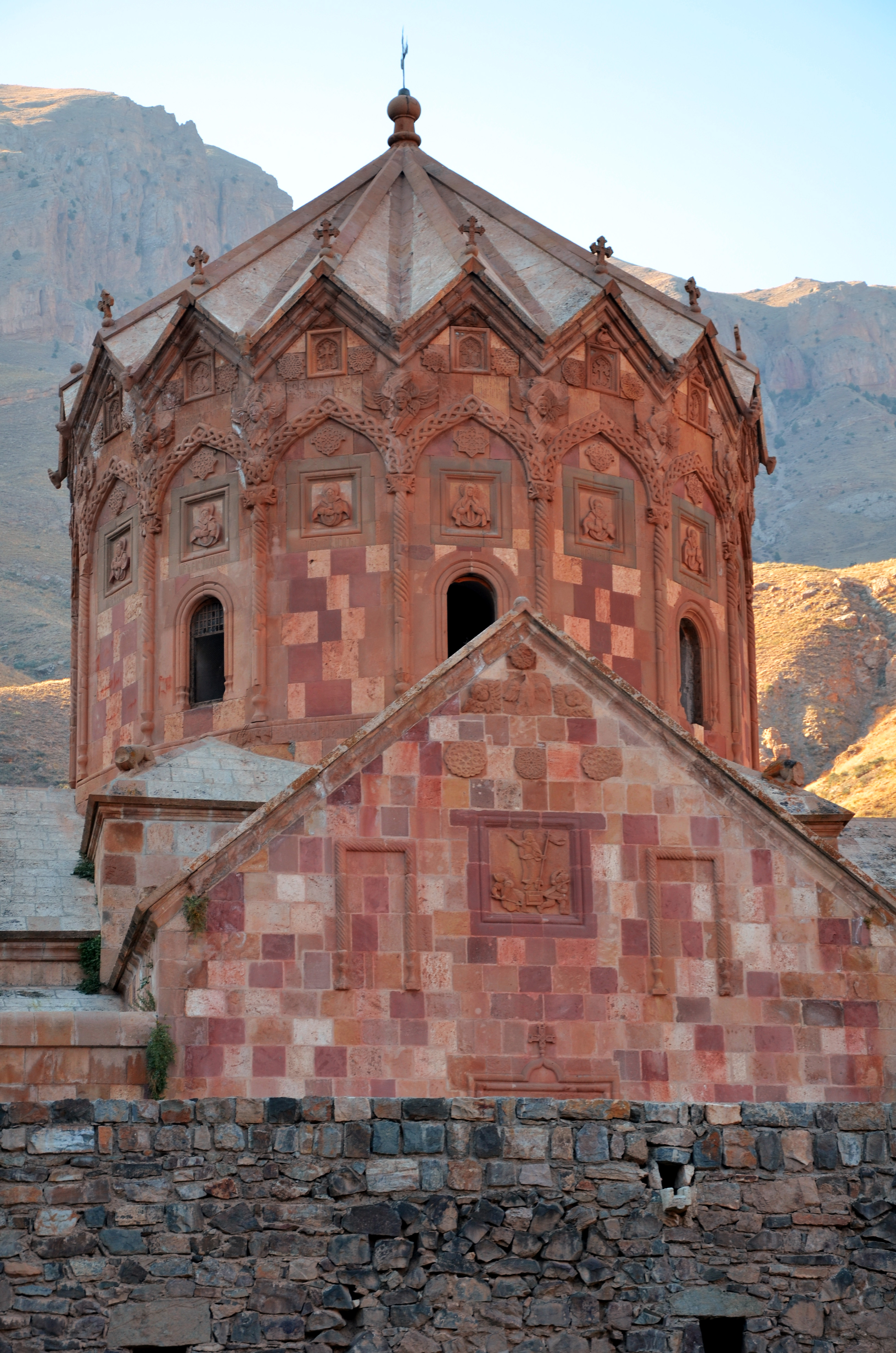
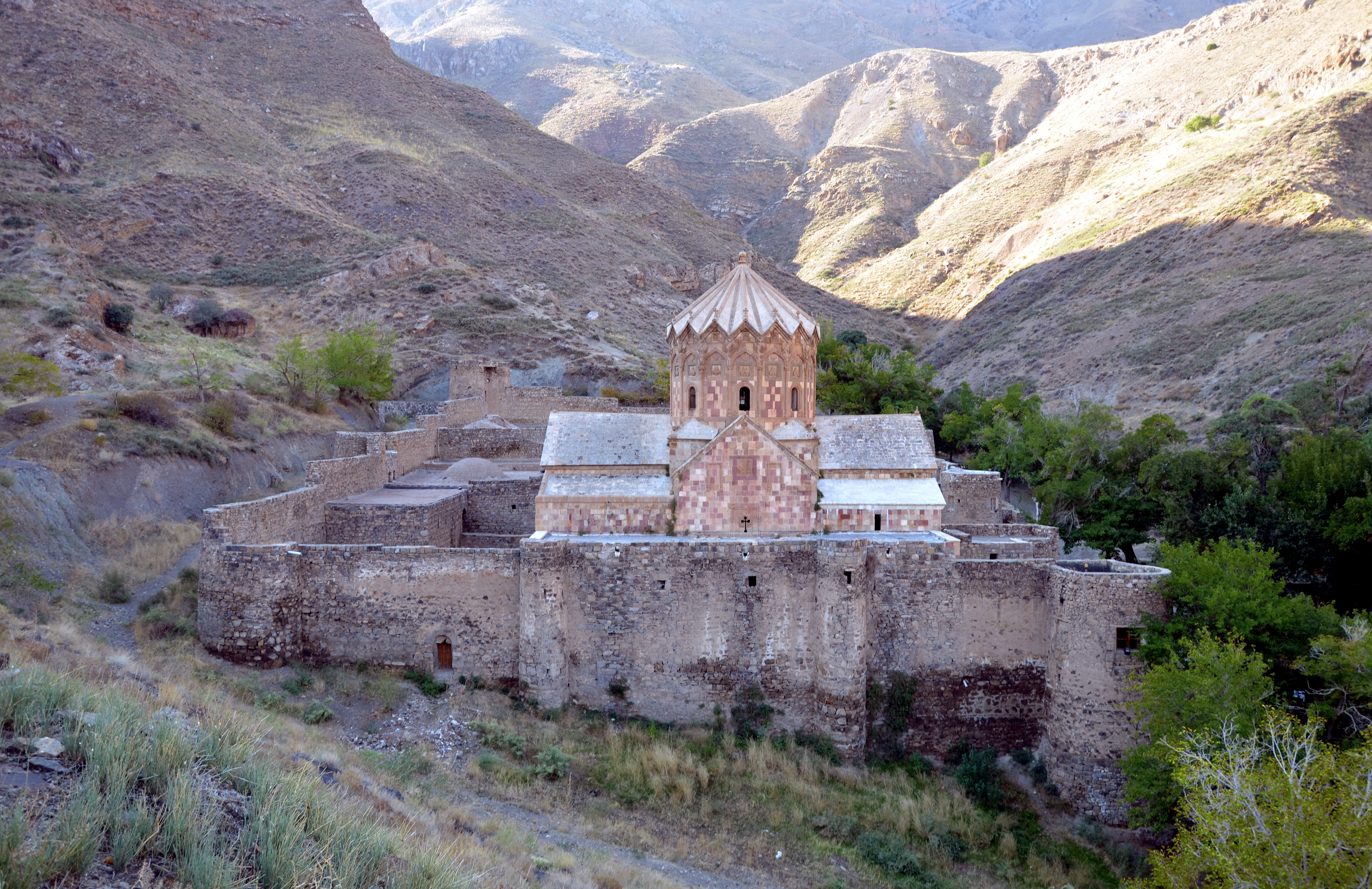
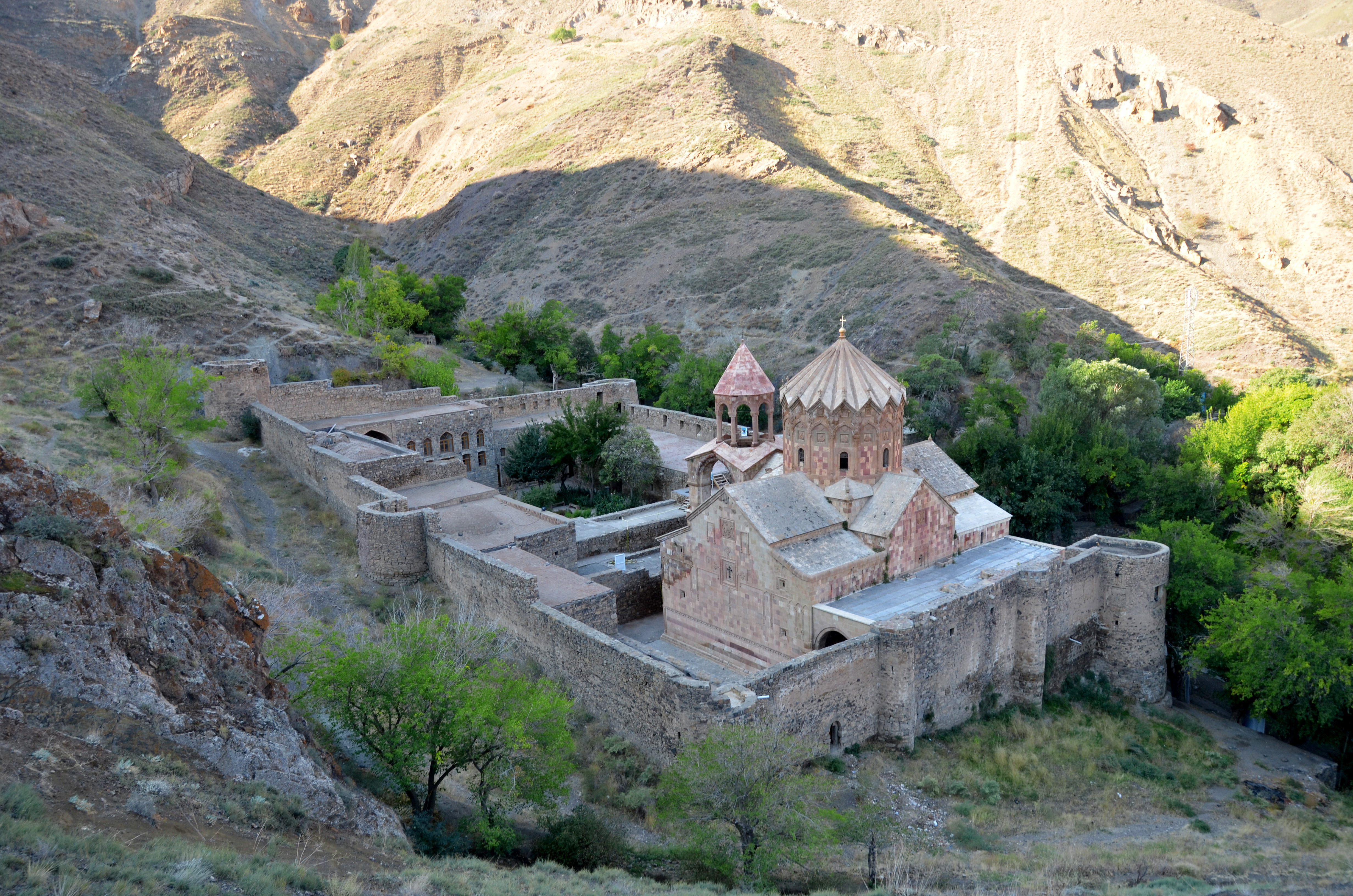
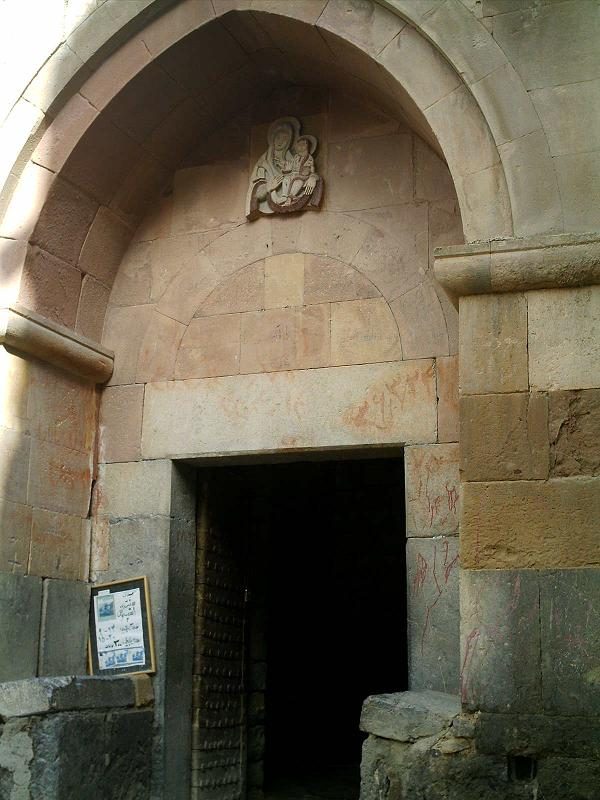
Entrata principale del complesso.
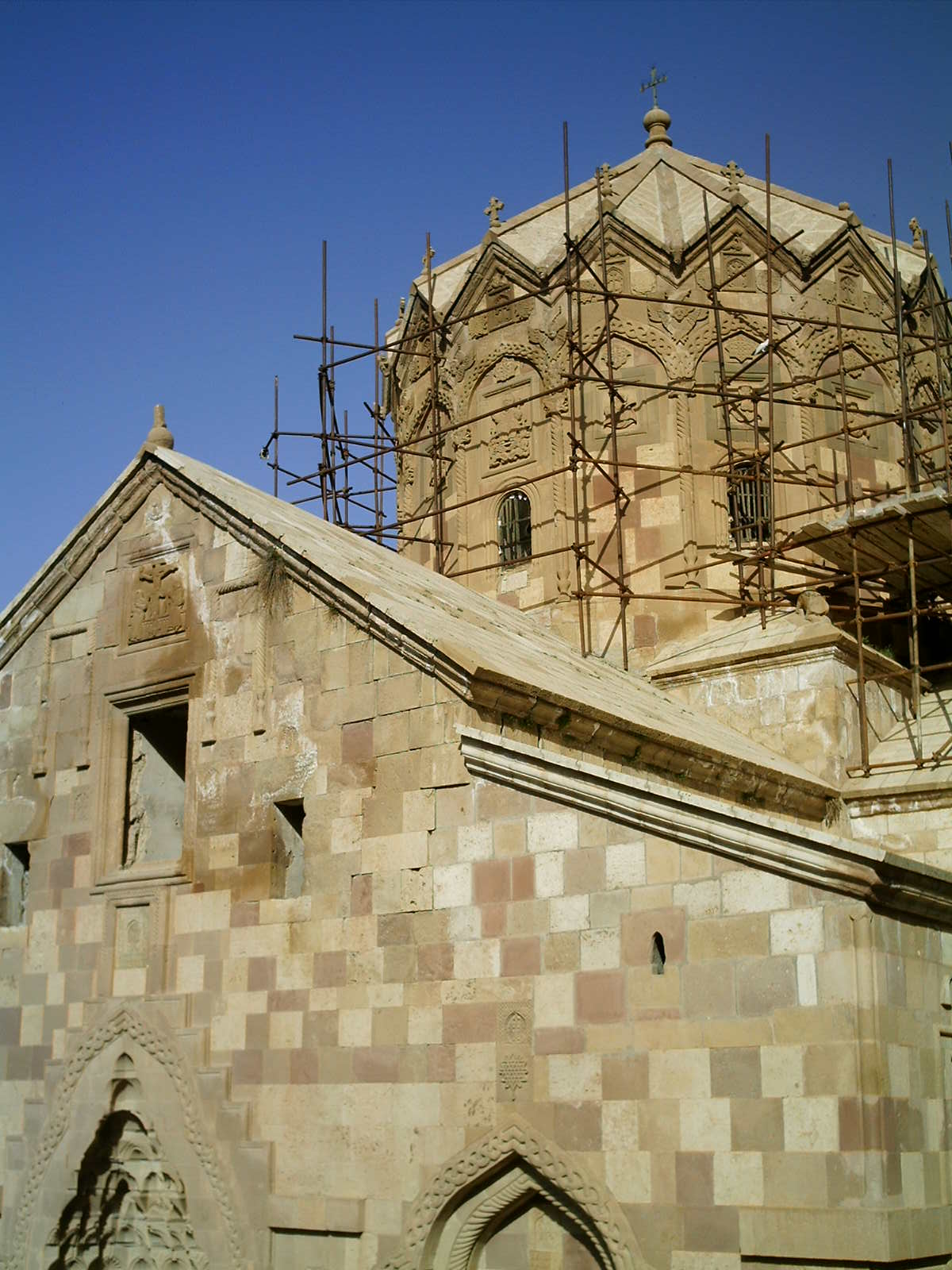